# Великолепная семёрка (Лондон)
Великолепная семёрка (англ. Magnificent Seven) — собирательное название для обозначения семи кладбищ, которые использовались жителями Лондона в XIX веке.
За первые пятьдесят лет XIX века население Лондона увеличилось больше чем в два раза — с 1  миллиона до 2,3 миллиона человек. В то же время захоронения в Лондоне производились на маленьких церковных дворах, которые быстро стали опасными из-за переполнения, что могло привести к попаданию продуктов разложения в систему водоснабжения и вызвать эпидемии. Ходили истории о том, что при создании новых могил на месте уже существующих тела из более ранних захоронений падали прямо в только что построенную канализационную систему.
В 1832 году парламент Великобритании принял законопроект, поощряющий создание частных кладбищ за пределами Лондона, а позже — законопроект об окончательном закрытии для захоронений всех внутренних церковных дворов Лондона. В течение следующего десятилетия было создано семь кладбищ — «Великолепная семёрка»:
- Кенсал-Грин (Kensal Green Cemetery) — 1832
- Кладбище Западного Норвуда — 1837
- Хайгейтское кладбище — 1839
- Кладбище парка Эбни — 1840
- Нанхэдское кладбище — 1840
- Бромптонское кладбище — 1840
- Кладбище Тауэр Хэмлетс — 1841.